# 오토인코더
오토인코더(Autoencoder)는 인코더를 통해 입력을 신호로 변환한 다음 다시 디코더를 통해 레이블 따위를 만들어내는 비지도 학습 기법이다.

## 종류
- 변분 오토인코더 (Variational autoencoder, VAE) : 변분 베이즈 방법을 이용한 오토인코더.

## 응용
오토인코더의 두 가지 주된 응용은 차원 축소와 정보 검색이지만, 현대적인 변형법이 다른 곳에도 응용되어 왔다.

## 역사
오토인코더는 'autoassociator', 'Diabolo network'로도 불렸다. 처음으로 오토인코더가 응용된 것은 1980년대로 거슬러 올라간다. 가장 전통적인 응용은 차원 축소나 특징 학습이지만, 그 외에도 오토인코더는 데이터의 학습 생성모델에 널리 사용되게 되었다. 2010년대 개발된 가장 강력한 인공지능 일부는 심층 인공신경망 안에 오토인코더가 포함되어 있다.

## 같이 보기
- 특징 학습(Feature learning)
- 차원 축소 (통계학)